# Saint-Martin-en-Campagne
Ne pas confondre avec la commune de  Saint-Martin-la-Campagne du département de l'Eure
Pour les articles homonymes, voir Saint-Martin.
Saint-Martin-en-Campagne est une ancienne commune française, située dans le département de la Seine-Maritime en région Normandie.
Dans le cadre de la fusion, au 1er janvier 2016, des 18 communes qui constituaient la communauté de communes du Petit Caux pour former la commune nouvelle du Petit-Caux, Saint-Martin-en-Campagne devient à cette date une de ses communes déléguées.

## Géographie

### Localisation
Entre Dieppe et le Tréport, à proximité de Penly, le village n'est pas très loin des côtes de la Manche.

## Toponymie
Le nom de la localité est attesté sous les formes Ecclesie Sancti Martini in Campania vers 1240, Sanctus Martinus in Campania en 1337, Saint Martin en la Campaingne en 1431, Saint Martin in campania entre 1433 et 1460, Saint Martin en Campagne en 1715,.

## Histoire
Vers 636, Dagobert Ier, roi de Neustrie fait don du village à l'abbaye de Saint-Denis.
Le 24 juillet 1940, le Meknès, paquebot rapatriant des militaires français, est torpillé par une vedette allemande. Sur les 1 300 hommes à bord, 420 périssent. Certains sont inhumés localement.

Monuments commémoratifs à Saint-Martin-en-Campagne
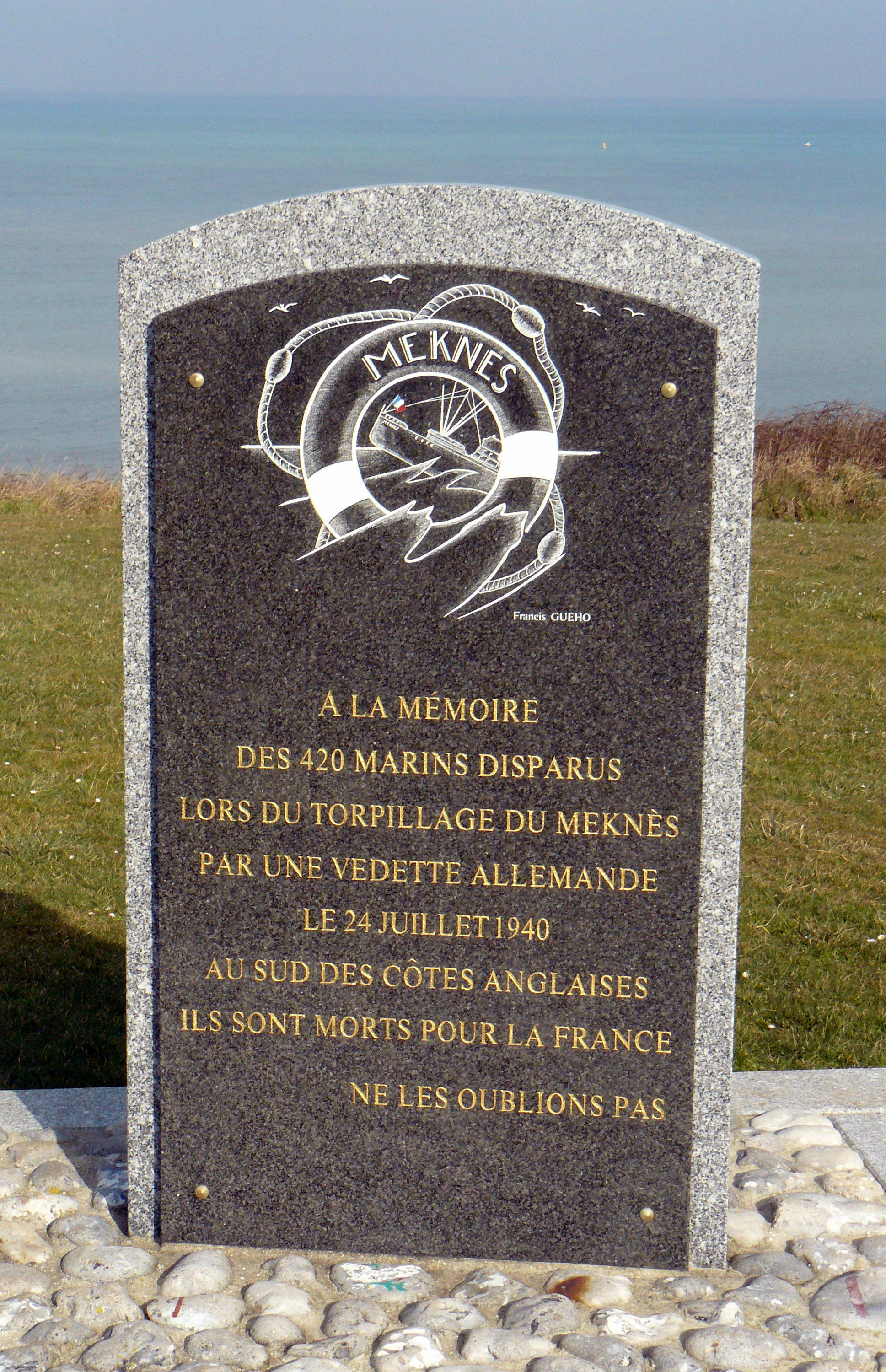
Stèle commémorative.
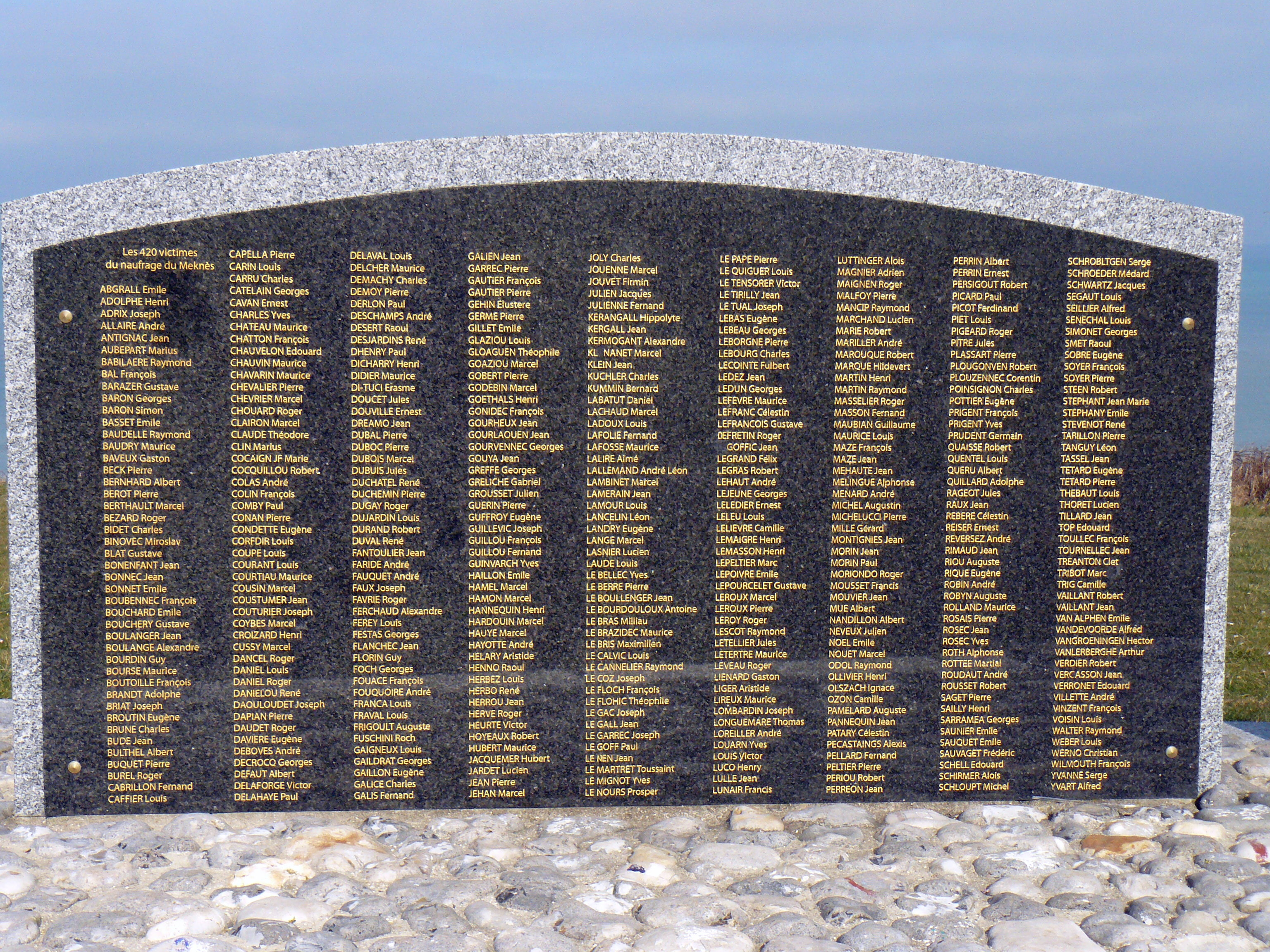
La liste des victimes.

Le circuit de Dieppe sur lequel se sont courus quatre grands prix de l'Automobile Club de France (ACF) passait par Saint-Martin-en-Campagne.

## Politique et administration

### Intercommunalité
La commune était membre de la communauté de communes du Petit Caux. Celle-ci s'est transformée le 1er janvier 2016 en commune nouvelle sous le nom du Petit-Caux et les 18 communes qui constituaient l'intercommunalité deviennent des communes déléguées, reprenant le nom et les limites territoriales des anciennes communes.
Le projet de schéma départemental de coopération intercommunale présenté par le préfet de Seine-Maritime le 2 octobre 2015 dans le cadre de l'approfondissement de la coopération intercommunale prévu par la loi portant nouvelle organisation territoriale de la République (Loi NOTRe) du 7 août 2015 prévoit la fusion de la communauté de communes des Monts et Vallées (12 338 habitants), de cette commune nouvelle du Petit-Caux (9 042 habitants), et  Avesnes-en-Val, commune jusqu'alors membre de la communauté de communes de Londinières (264 habitants).

### Liste des maires
| Période                                  | Période      | Identité         | Étiquette | Qualité                                                                                                  |
| ---------------------------------------- | ------------ | ---------------- | --------- | --- |
| Les données manquantes sont à compléter. |              |                  |           | |
| 1835                                     |              | Jacques Barry    |           | |
| 1936                                     |              | M. Normand       |           | |
| Les données manquantes sont à compléter. |              |                  |           | |
| mars 1959                                | mars 2001    | Michel Fromentin |           | |
| mars 2001                                | 30 août 2015 | Bernard Defoy    |           | Dirigeant retraité d'une société d'ingéniérie Vice-président de la CCPC (2014 → 2015) Décédé en fonction |
| 9 septembre 2015,                        | 2020         | Régis Berment    |           | Agent EDF retraité Devient maire délégué de Saint-Martin-en-Campagne le 1er janvier 2016                 |

| Période      | Période            | Identité         | Étiquette | Qualité            |
| ------------ | ------------------ | ---------------- | --------- | ------------------ |
| janvier 2016 | mai 2020           | Régis Berment    |           | Agent EDF retraité |
| mai 2020     | En cours (au 2022) | Caroline Duhamel |           | Responsable RH     |

## Population et société

### Démographie
L'évolution du nombre d'habitants est connue à travers les recensements de la population effectués dans la commune depuis 1793. À partir du 1er janvier 2009, les populations légales des communes sont publiées annuellement dans le cadre d'un recensement qui repose désormais sur une collecte d'information annuelle, concernant successivement tous les territoires communaux au cours d'une période de cinq ans. 
Pour les communes de moins de 10 000 habitants, une enquête de recensement portant sur toute la population est réalisée tous les cinq ans, les populations légales des années intermédiaires étant quant à elles estimées par interpolation ou extrapolation. Pour la commune, le premier recensement exhaustif entrant dans le cadre du nouveau dispositif a été réalisé en 2007,.
En 2013, la commune comptait 1 256 habitants, en évolution de −4,2 % par rapport à 2008 (Seine-Maritime : +0,48 %, France hors Mayotte : +2,49 %).
| 1793 | 1800 | 1806 | 1821 | 1831 | 1836 | 1841 | 1846 | 1851 |
| ---- | ---- | ---- | ---- | ---- | ---- | ---- | ---- | ---- |
| 778  | 631  | 742  | 666  | 610  | 608  | 547  | 597  | 530  |

| 1856 | 1861 | 1866 | 1872 | 1876 | 1881 | 1886 | 1891 | 1896 |
| ---- | ---- | ---- | ---- | ---- | ---- | ---- | ---- | ---- |
| 505  | 516  | 468  | 442  | 407  | 398  | 396  | 402  | 353  |

| 1901 | 1906 | 1911 | 1921 | 1926 | 1931 | 1936 | 1946 | 1954 |
| ---- | ---- | ---- | ---- | ---- | ---- | ---- | ---- | ---- |
| 358  | 387  | 358  | 348  | 337  | 311  | 313  | 344  | 442  |

| 1962 | 1968 | 1975 | 1982 | 1990  | 1999  | 2007  | 2011  | 2013  |
| ---- | ---- | ---- | ---- | ----- | ----- | ----- | ----- | ----- |
| 484  | 544  | 562  | 833  | 1 104 | 1 000 | 1 274 | 1 277 | 1 256 |

## Culture locale et patrimoine

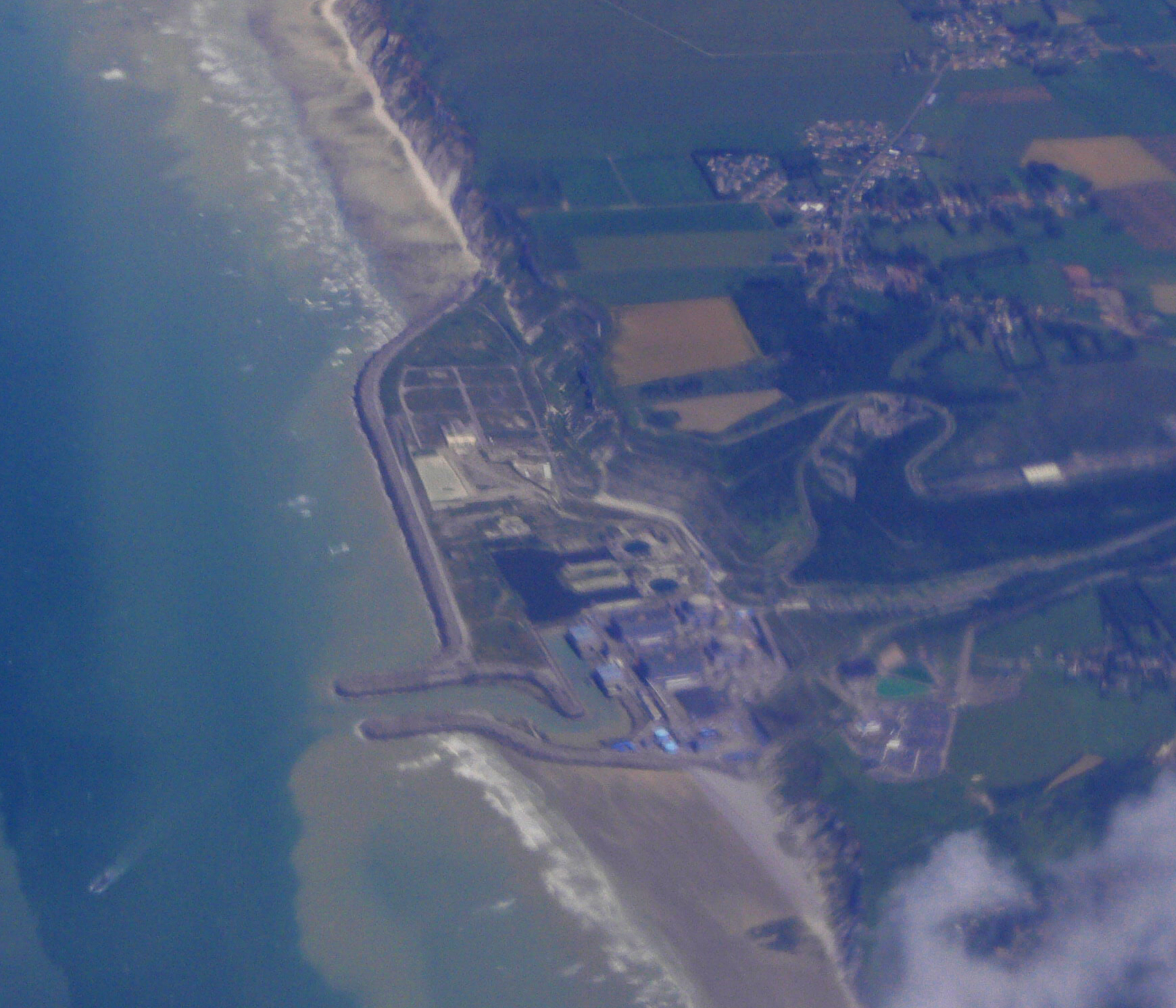
La centrale nucléaire de Penly se situe en partie sur la commune.

### Lieux et monuments
- Musée d'Histoire de la vie quotidienne : La plus ancienne maison de la ville, la Maison Mercier, a été réhabilitée et intégrée dans une extension moderne afin de créer un musée.
- Ludibulle : complexe sportif  comprenant salle de fitness, piscine et patinoire. Le centre a été remis à neuf en 2010 et offre de nombreuses activités sportives.
- Église Saint-Martin.
- La centrale nucléaire de Penly est construite en partie sur le territoire communal.

### Héraldique
| Blason de Saint-Martin-en-Campagne | Blason  | De gueules à l’épée d’argent, chapé du même chargé d’un lion de gueules à dextre et d’un alérion à senestre du même, au chef d’azur chargé d’un goéland au naturel. |
| Blason de Saint-Martin-en-Campagne | Détails | |

### Personnalités liées à la commune
- Albert Clément, (1883-1907), pilote automobile, mort à Saint-Martin-en-Campagne, lors de son accident en séance d'essais[19].